# Polyschema congolense
Polyschema congolense är en svampart som beskrevs av Reisinger & Kiffer 1974. Polyschema congolense ingår i släktet Polyschema, divisionen sporsäcksvampar och riket svampar.   Inga underarter finns listade i Catalogue of Life.